# Asleep in the Back
Asleep in the Back je první studiové album britské alternativní rockové skupiny Elbow, vydané v květnu 2001 u vydavatelství V2 Records. Ve Spojených státech amerických album vyšlo až v lednu 2002. Na albu skupina spolupracovala se třemi producenty; jsou to Steve Osborne, Ben Hillier a Danny Evans. V roce 2009 vyšlo album v reedici doplněné o jeden disk obsahující různé alternativní a koncertní verze písní z původního alba a dále pak o bonusové DVD s filmem.

## Seznam skladeb
Autory veškeré hudby jsou členové skupiny Elbow; texty napsal zpěvák Guy Garvey.
| Pořadí | Název                      | Délka |
| ------ | -------------------------- | ----- |
| 1.     | Any Day Now                | 6:17  |
| 2.     | Red                        | 5:11  |
| 3.     | Little Beast               | 4:15  |
| 4.     | Powder Blue                | 4:31  |
| 5.     | Bitten by the Tailfly      | 6:16  |
| 6.     | Asleep in the Back         | 3:47  |
| 7.     | Newborn                    | 7:36  |
| 8.     | Don't Mix Your Drinks      | 3:16  |
| 9.     | Presuming Ed (Rest Easy)   | 5:26  |
| 10.    | Coming Second              | 4:56  |
| 11.    | Can't Stop                 | 4:36  |
| 12.    | Scattered Black and Whites | 5:30  |

## Obsazení

### Elbow
- Guy Garvey – zpěv, kytara, perkuse, syntezátory, harmonika, lahve od vína, wybercron, doprovodné vokály
- Mark Potter – kytara, doprovodné vokály
- Craig Potter – klavír, varhany, klávesy, syntezátory, perkuse, lahve od vína, doprovodné vokály
- Pete Turner – baskytara, syntezátory, lahve od vína, doprovodné vokály
- Richard Jupp – bicí, perkuse, doprovodné vokály

### Ostatní hudebníci
- Danny Evans – perkuse
- Ben Hillier – perkuse, doprovodné vokály
- Ian Burdge – violoncello
- Francoise Lemoignan – saxofon
- Bob Sastri – žestě, francouzský roh
- Nick Coen – žestě
- Martin Field – fagot
- Stuart King – klarinet
- Matthew Gunner – francouzský roh
- Jonathan Snowden – flétna
- Dominic Kelly – anglický roh